# サンシャイン・ポップ
サンシャイン・ポップ（Sunshine pop）は、1960年代中期に南カリフォルニアを中心に流行したとされる、ポップ・ミュージックのサブジャンルである。日本においては、「ソフトロック」と呼称されることが殆どである。

## 概要
サンシャイン・ポップは、1960年代半ばから後半の時期にアメリカ合衆国カリフォルニア州で、カリフォルニア・サウンドとフォークロックが組み合わされて生まれた。イージーリスニングや当時拡大していたドラッグカルチャーにルーツを持ちつつ、サンバのような軽快なアレンジと豊かな歌声によって特徴づけられる。
このジャンルの楽曲では、「世界の美しさへの感謝」やノスタルジックかつ不安な気分を混ぜ合わせた作品が多い。これはママス&パパスやフィフス・ディメンションを模倣したバンドに多く見られた。
スタイルに影響を与えたアーティストには、カート・ベッチャー、ビーチ・ボーイズのブライアン・ウィルソンなどがいる。ビーチ・ボーイズはこのジャンルへ大きな影響を与えたバンドのひとつとされているが、彼らの音楽がこのジャンルと歩調を合わせることはほとんどなかった。
ビーチ・ボーイズのサンシャイン・ポップへの関与に関して言えば、『ペット・サウンズ』（1966）のオーケストラスタイルは多くのロサンゼルスのレコードプロデューサーによって模倣された。The Suburban紙のジョエル・ゴールデンバーグは、彼らがこれまでにこのジャンルに最も接近したのは手軽に制作されたアルバム「フレンズ」（1968）だったと考えている（「サンシャイン・ポップの曲のボーカルは、ビーチ・ボーイズのコーラスほど豊かに取り上げられていない。フィル・スペクターとのつながりは見当たらない」）。
サンシャイン・ポップの流行は、アソシエションが数曲、チャートトップを取った程度で、決してメジャーな流行とは言えず、マイナーなジャンルとしか言えなかった。その他のこのジャンルのグループも、大半がアルバム1枚程度のリリースで、それも全くセールスが振るわなかった事から1970年代初頭には廃れ、1980年代の英米では、ほぼ完全無視され「忘れ去られたジャンルの音楽」として判断されていた。

## 再発見
このサブジャンルの確立は、元々が日本で先行した「ソフトロックブーム」に端を発した物だと言える。1980年代半ばから、特に渋谷、青山界隈に存在する｢パイド・パイパー・ハウス｣のような一部の輸入レコード店や、｢ポプシクル｣や｢Vanda｣等のミニコミの音楽誌からこのジャンルを再評価をする流れが生まれた。そう言った店に通って影響を受けたフリッパーズ・ギターの小山田圭吾や小沢健二、ピチカート・ファイヴの小西康陽などのミュージシャンが「渋谷系」と呼ばれ評価されるようになった。並びにレコード会社、各CDショップや一般の輸入レコード店もこのジャンルに注視し、「レコード・コレクターズ」誌や「ミュージック・マガジン」誌などの雑誌上や店舗での特集やCDでの再発を進めたことによって、このジャンルの人気が上がり、またこの「ソフトロック」という言葉も定着した。
このジャンルの音楽は、1970年代後半から1980年代の英米では、忘れ去られた音楽として無視されていた事もあって、過去のレコード盤かごく一部の限られたアーティストのベスト盤、オムニバスの編集盤ぐらいしか存在しなかった。80年代後半から90年代の初頭に於いて日本国内の各レコード会社がこのジャンルのレコードのCD化を進めた事によって、逆輸入的に存在がクローズアップされるようになった。英米がこのジャンルに注目するようになったのは90年代も後半で、欧米では「Soft Rock」と言う言葉が別の意味で既に存在していた事から、「サンシャイン・ポップ」という別の名称を与えられた形となる。
以上のことから、このジャンルを日本国内で説明する時は「ソフトロック」と呼称した方が理解され易い。

## 主なミュージシャン
- ビーチ・ボーイズ[1]
- ブライアン・ウィルソン
- ブルース・ジョンストン
- フィフス・ディメンション[8]
- アソシエイション[1][9]
- デザイン（英語版）[10]
- フリー・デザイン[8]
- グラス・ルーツ[3]
- ハーモニー・グラス（英語版）[10]
- ハーパース・ビザール[8]
- ミレニウム[8]
- ロジャー・ニコルズ[6]
- ペパーミント・レインボー[1]
- マイク・ラヴ[1]
- サジタリウス[1]
- ソルト・ウォーター・タフィー (The Salt Water Taffy)
- スパンキー&アワ・ギャング[1]
- ストロベリー・アラーム・クロック[1]
- サンシャイン・カンパニー（英語版）[1]